# Лаго Аквапартита (Форли-Чезена)
Лаго Аквапартита (итал. Lago Acquapartita) је насеље у Италији у округу Форли-Чезена, региону Емилија-Ромања.
Према процени из 2011. у насељу је живело 191 становника. Насеље се налази на надморској висини од 766 м.